# Pinacosterna nachtigali
Pinacosterna nachtigali is een keversoort uit de familie van de boktorren (Cerambycidae). De wetenschappelijke naam van de soort is voor het eerst geldig gepubliceerd in 1879 door Edgar von Harold.